# 커피찌꺼기모양 구토
커피찌꺼기모양 구토[물](coffee ground vomitus) 또는 커피[잔사]양토물(~[殘渣]樣吐物)은 위 내용물이 섞여 어두운 색으로 변한 혈액 구토물이다. 적혈구의 유기 헴 분자 안에는 철이 존재하는데, 철은 위산에 노출되면 산화된다. 이때 붉은색의 헤모글로빈이 갈색의 헤마틴으로 변환된다. 이 반응으로 인해 구토물이 커피의 찌꺼기처럼 보이게 된다.

## 원인
식도염, 식도정맥류, 위염, 간경화증, 소화성 궤양 등에서는 출혈이 발생하여 커피찌꺼기모양 구토의 원인이 될 수 있다. 느려졌거나 정체된 상태인 상부 위장관의 출혈이 커피찌꺼기모양 구토의 원인이다.
에볼라, 황열, 바이러스성 간염, 혈우병 B, 지방간, 위암, 췌장암, 식도암과 드물게는 역행성 공장위(jejunogastric) 장중첩증 등이 커피찌꺼기모양 구토의 원인이 되기도 한다.
소화성 궤양의 경우 비스테로이드성 항염증제(NSAIDs) 사용이 흔히 관련되어 나타난다. NSAIDs는 위의 자연적인 방벽 형성을 방해하여 점막을 손상시키고 출혈을 유발할 수 있다. 따라서 NSAIDs는 일반적으로 음식과 함께 복용하거나 식후에 복용하도록 권장된다. 다른 소화성 궤양의 원인에는 위 식도 역류병, 위나선균(Helicobacter pylori)으로 인한 위염, 문맥고혈압으로 인한 위 질환, 악성 종양 등이 있다.
한편 밝은 빨간색을 띤 혈액을 토할 때는 토혈이라고 한다. 커피찌꺼기모양 구토와는 대조적으로 토혈은 상부 위장관 출혈이 더욱 급성이거나 심각하다는 것을 시사하는데, 그 예로는 말로리-바이스 증후군, 위궤양, 듀라포이 병변, 식도정맥류 등이 있다. 이러한 질환들은 응급 상황일 수 있으므로 즉시 치료가 필요하다.
상부 위장관 출혈 시 나온 혈액이 산화된 후 대변으로도 배출될 수 있다. 산화된 혈액으로 인해 대변이 검게 변하면서 흑색변이 된다.

## 평가
상부 위장관에서 발생한 출혈의 위치를 찾기 위해 상부위장관내시경을 촬영할 수 있다. 카메라는 입으로 넣어 식도, 위, 샘창자까지 들어간다.
여러 연구에서는 커피찌꺼기모양 구토 단독으로는 응급 내시경이 필요하지 않다고 주장한다. 혈류역학적 안정성, 빈혈(헤모글로빈 농도), 그 외 병력상 여러 요소들을 통해 임상의가 응급 내시경을 수행할지 여부를 결정한다. 또한 내시경을 통해 고위험 출혈을 밝힐 수 있을 가능성을 비위흡인을 통해 예측할 수 있다.
진단하는 데에는 내시경만으로 충분할 수 있으나, 내시경 도중 생검을 수행하여 위나선균 감염을 진단하는 데에 단서를 얻거나 종양을 감별진단할 수 있다.
컴퓨터단층촬영 혈관조영술(CT 혈관조영술)도 상부 위장관 출혈의 위치를 찾는 데에 쓰일 수 있다.